# Alistra myops
Alistra myops là một loài nhện trong họ Hahniidae.
Loài này thuộc chi Alistra. Alistra myops được Eugène Simon miêu tả năm 1898.